# Microserica pedongensis
Microserica pedongensis är en skalbaggsart som beskrevs av Ahrens 1998. Microserica pedongensis ingår i släktet Microserica och familjen Melolonthidae. Inga underarter finns listade i Catalogue of Life.